# Marcellus (villa)
Marcellus es una villa ubicada en el condado de  Onondaga en el estado estadounidense de Nueva York. En el año 2000 tenía una población de 1,826 habitantes y una densidad poblacional de 1,137.1 personas por km².

## Geografía
Marcellus se encuentra ubicada en las coordenadas 42°59′08″N 76°20′29″O / 42.98556, -76.34139.

## Demografía
Según la Oficina del Censo en 2000 los ingresos medios por hogar en la localidad eran de $42,115, y los ingresos medios por familia eran $57,143. Los hombres tenían unos ingresos medios de $36,250 frente a los $27,197 para las mujeres. La renta per cápita para la localidad era de $21,842. Alrededor del 6.3% de la población estaban por debajo del umbral de pobreza.